# Bulat-Pestivien
 Bulat-Pestivien  (en bretón Bulad-Pestivien) es una población y comuna francesa, en la región de Bretaña, departamento de Côtes-d'Armor, en el distrito de Guingamp y cantón de Callac.

## Demografía
| 970 | 812 | 658 | 531 | 446 | 432 | 461 |
| Para los censos de 1962 a 1999 la población legal corresponde a la población sin duplicidades (Fuente: INSEE [Consultar]) |     |     |     |     |     |     |